# ادیث ایوانز
ادیث ایوانز (به انگلیسی: Edith Evans) (زاده ۸ فوریه ۱۸۸۸ - درگذشته ۱۴ اکتبر ۱۹۷۶) بازیگر انگلیسی است. او سه بار نامزد دریافت جایزه اسکار و یک بار برندهٔ جایزه گولدن گلوب و بفتا شده بود.
بازی تحسین‌برانگیز او در نمایشنامه اهمیت ارنست بودن در سال ۱۹۵۲ در نقش لیدی برکنل اوج کار هنری اش بود.